# Kolokvint
Kolokvint er en plante, som vokser vildt i ørkenområder i Syrien, Tyrkiet, den sydlige del af den Arabiske Halvø og i Nordafrika. Den dyrkes flere steder. 
Et alkoholisk udtræk har før i tiden været benyttet som kraftigt virkende afføringsmiddel, til denaturering af sprit og hårvand samt som abortfremkaldende middel. Den sidste anvendelse er ret risikabel og med tvivlsom effekt. Også som afføringsmiddel er der en risiko for forgiftning. Forgiftning viser sig ved kolik-agtige smerter, opkastninger og kan i sidste ende føre til døden.
I 2. Kongebog i biblen (kapitel 4, vers 38-47) berettes om en af profeten Elisas disciple, der finder en agurkelignende slyngplante i ørkenen. Han plukker frugterne og kommer dem i en gryde, hvor man tilbereder mad til flere disciple. Da retten bliver serveret, er den uspiselig, og mændene udbryder "Døden er i gryden!" Profeten Elisa neutraliserer så giften. 
Frøene kan, adskilt fra frugtkødet og opvarmede, bruges i madlavningen, lige som der kan udvindes olie af dem.
- Plante i Ab Pakhsh
- Hunblomst
- Frugter i Ab Pakhsh
- Moden frugt